# Banffy
Banffy (madž. alsólendvai Bánffy), znana tudi pod imenom dolnjelendavski Banffyji oz. Baniči, je priimek starodavne madžarske plemiške družine, ki je imela sedež svojih posesti na območju današnjega Prekmurja, in čigar predstavniki so na omenjenem področju tudi živeli. Bila je ena izmed najmogočnejših in najpomembnejših madžarskih plemiških družin za časa srednjega in začetka novega veka.

## Izvor družine
Družina izvira iz rodu (lat. genus) Hahot, čigar predstavniki so si v 13. stoletju pridobili posesti na območju Prekmurja v okolici Lendave, ki je spadalo pod Zalsko županijo. Prvi znani predstavnik tega genusa, je bil vitez Hahot (Hahold), ki naj bi v prvi polovici 12. stoletja prišel na Madžarsko. Po eni teoriji naj bi prišel na Madžarsko iz okolice Gradca, po drugi bolj verjetni pa naj bi izviral iz grofovske družine Orlamünde iz območja Turingije (današnja Nemčija). Leta 1164 je od kralja za zasluge dobil posest v okolici kraja Hahót (zalska županija). Na območju nadašnjega Prekmurja se prvi pojavi njegov sin Hahot II. (lat. miles religiosus), ki je leta 1192 od Parida, sina grofa Ivana, za 80 mark kupil zemljišči Fenetü in Lindva. Njegov potomec Nikolaj iz rodu Hahot je opravljal funkcije hrvaško-dalmatinskega bana, slavonskega bana, velikega župana Zalske županije, ter številne dvorne funkcije (kraljevi točaj, itd). Zaradi ugledne očetove funkcije (ban je bil kraljevi namestnik), so njegovi štirje sinovi v 2. polovici 14. stoletja prevzeli priimek Banffy, kar v madžarščini pomeni banovi sinovi (madž. fia=sin). Poleg priimka Banffy so nosili še predikal de Alsolindva (de Alsolendva), po svoji matični posesti v Dolnji Lendavi (današnja Lendava).

## Spor z rodovino Jure
Haholdovi potomci so si po letu 1192 stalno prizadevali, da si pridobijo dodatno zemljišče v bližnji in daljni okolici Lendave. Tako je Haholdov sin Hahold III. kupil od Strochona in njegovih bratov zemljišče, ki se je razprostriralo na obeh straneh vode Libovje, ob Muri in obeh Ledavah za 50 mark srebra. Kupljeno zemljišče je mejilo na Haholdove kraje Radych, Cun in Wlkoy.
Strochona in bratje so imeli posest zahodno od prodanega zemljišča. Vsekakor bo to v Črešnovcih, kjer je bival leta 1389 Peter Ztrahenya (Peter, sin Ztrahenye). Njegov sin Hahold IV. je bil v sporu z zagrebškim kapitljem in turniško rodovino Jure. Zagrebškemu kapitlju ni hotel dajati desetine od svojega zemljišča in ni dovolil dajati desetine od posesti zemljišča rodovine Jure. Končno se je spravil z zagrebškim kapitljem leta 1256. Z rodovino Jure pa je živel v sporu še naprej. Leta 1267 je madžarski kralj Bela uredil star spor med rodovino Jure in magistrom Haholdom, sinom grofa (lat. comes oz. veliki župan) Haholda – s posredovanjem bana Csaka, velikega župana županije Zala.
Spor je trajal že za Haholda III. in se je nadaljeval za njegovega sina Haholda IV. Mnogi spori so bili zaradi izvršenih umorov že za Haholda III; ko je še živel, - in tudi za sina Haholda IV. Med obema stranema so obstajali različni prepiri. Čeprav bi sčasoma skoraj prišlo do ureditve, je med tem prišlo do umora, kar so izvedeli kraljevi poslanci. Haholdovi ljudje so ubili Tomaža in njegovega hlapca Nikolaja iz rodovine Jure. Zato je rodovina Jure prosila kralja za posredovanje. Kralj je pooblastil bana Csaka, grofa županije Zala, da je obe stranki zaslišal in si prizadeval, da bi se obe stranki sporazumeli. Najprej so se dogovorili, da rodovina Jure obdrži zemljišče 7 vasi na Goričkem v Železni županiji, - v zamenjavo za ozemlje Črnec (ozemlje turniške pražupanije), kakor je bil dogovor že leta 1256. Nato so razmejili zemljišče med obema strankama ter postavili mejnike.
Hahold je zaprisegel v svojem domu v Lendavi z dvema sinovoma in s soprogo, in sicer pred pričami, da ne bodo naprej gojili nobenega sovraštva in jeze do rodovine Jure. Vsi čani rodovine Jure so se zbrali v turniški cerkvi, kjer so v navzočnosti uradnih prič zaprisegli, da ne bodo nič škodljivega storili zoper magistra Haholda. Magister Hahold pa naj poravna rodovini Jure v 50 dneh po osmini sv. Martina pred kapitljem Železne županije 25 mark za stroške, zapade pa dvojni kazni, ako tega ne stori v tem času. Razen tega naj poravna Hahold do tistega dne svoj dolg, 3 konje ubitega Tomaža, da izpolni svojo prisego.
Listina tudi pravi: Magister Hahold mora skupno s 100 ljudmi svobodnjaki za en dan v ječo Železne županije – in sicer v osmini Gospodovega razglašenja (po 6. januarju). Ako bi pa želel iti v ječo s 50 ljudmi, potem mora biti v ječi dva dni.

## Vzpon družine
Madžarski kralj Ladislav IV. Kuman, je po neuradni listini gradova Dolnje Lendave in Nemethyja (Lenti) s pripadajočimi mesti in gospostvi podaril Štefanu, sinu nekdanjega hrvaškega bana Haholda. Rodbina Hahold je bila nemškega izvora, kasneje so prevzeli ime Bánffy. Za časa skoraj 350-letne nadvlade Bánffyjev je srednjeveška Lendava dosegla vrh svojega razvoja. Plemenita družina je poleg uveljavljanja pravic iz velikih posesti imela tudi vlogo mecena. Bánffyji so prispevali levji delež v procesu, v katerem se je razmeroma neprepoznavno mesto od naselitve Madžarov do druge polovice 16. stoletja razvilo v pomembno gospodarsko in kulturno središče širšega geografskega območja. Najprestižnejši predstavniki družine so zasedali najvišje funkcije v madžarskem sistemu oblasti. Med drugimi so bili dedni veliki župani županije Zala, hrvaški bani, visoki državni častniki (glavni točaji, zakladniki, ključarji, državni sodniki, škofje itd.), enkrat so imeli celo naziv palatina. Kasneje so is pridobili celo pravico do kovanja lastnega denarja.
Pomembno je omeniti, da je kralj Ludvik I. (Veliki) leta 1366 Dolnji Lendavi podelil podobne sejemske pravice, kot jih je imelo takratno mesto Budim. Mesto je imelo samostojno sodišče, ki je odločalo o civilnih kršitvah in nepravilnostih ter o manjših sodnih sporih obrtnikov, rokodelcev in cehov. V mestu je že razmeroma zgodaj delovala tudi osnovna šola z nižjimi razredi.
Od začetka 15. stoletja so naselje začeli sistematično imenovati Dolnja Lendava, po vsej verjetnosti tudi zato, da bi ga ločevali od 45 km oddaljene Gornje Lendave, severozahodno od Dolnje Lendave v županiji Vas. Od prejšnjih, srednjeveških različic poimenovanja kraja tokrat omenjamo še naslednje: Lindolveschiricun, Lindau, Lyndva, Alsólindva. Družina Bánffy je v času širjenja reformacije imela pomembno vlogo mecena na področju kulture, saj je pod njenim pokroviteljstvom delovala tiskarna Hoffhalter, v kateri so po zaslugi pridigarja Györgya Kultsárja natisnili tri pomembne knjige v madžarščini. Po našem vedenju so to prve knjige, natisnjene na ozemlju današnje Slovenije. Dvorec Bánffyjev je štel za eno od glavnih literarnih in intelektualnih delavnic na zahodno-panonskem območju v 16. stoletju, kjer se je obrnilo veliko slavnih piscev.

## Lendavski grad
Dolnjelendavski grad in mesto pod grajskim gričem sta v času Bánffyjev predstavljala pomembno mejno utrdbo. O njegovi velikosti in njegovih značilnostih priča nekoliko bakrorezov iz tistih časov. Arheološke najdbe in znani zgodovinski podatki pričajo o tem, da je grad obstajal že v 13. stoletju, njegov prvi gospodar je bil utemeljitelj dinastije Bánffy, Haholt III., ki je prevzel ime Lendvay. Lendavski grad in okolico Lendave so si Bánffyji lastili do sredine 17. stoletja. Kot zanimivost lahko omenimo, da je med zidovi utrdbe nekajkrat hodil tudi kralj Matjaž ter da je tam spala neapeljska kraljica Beatrix, italijanska zaročenka in kasneje druga žena Matije Korvina ter kraljeva mati, Erzsébet Szilágyi. Grad je današnjo podobo dobil v sredini 18. stoletja, ko so novi lastniki, aristokratska družina Eszterházy, v znak hvaležnosti cesarju in kralju Leopoldu, od katerega so grad dobili, dali ruševinasto zgradbo prezidati v baročni grad oblike L (črka L simbolizira začetnico kraljevega imena). Načrte prenove so pripravili že na začetku 18. stoletja. V prostorih gradu danes deluje Galerija-Muzej Lendava. Zgradba nudi prostor različnim razstavam, med drugimi je tukaj na ogled spominska soba, posvečena slavni osebnosti mesta, kiparju Györgyu Zali.
Na podlagi več virov lahko trdimo, da so Turki že v 1580-ih letih ropali na območju LendavaLendave in okolice. Lendavski grad, okoli katerega so do takrat že zgradili novo mestno središče, je po padcu Kanizse postal pomembno vojaško oporišče, mejna utrdba prve obrambne vrste. Napadi turških čet, gledano iz njihovega zornega kota, po navadi niso bili uspešni, saj nikoli niso zavzeli gradu. Glede turških vpadov je bilo najtežje leto 1603. Tega leta beležimo dva večja napada. Predpostavlja se, da so Turki prvi napad začeli na dan treh kraljev, ko je približno tisočglava vojska poskusila presenetiti Bánffyja. Napad so branitelji gradu tudi takrat uspešno odbili. Naslednja, veliko večja turška invazija se je zgodila 14. novembra in je terjala ogromno žrtev. Uspeh je tudi takrat pripadel braniteljem oz. mestu. Krištof Bánffy, zadnji pomemben moški član dinastije, je trupla padlih dal pokopati na grič nad gradom. Zaradi najdenih ostankov kosti so prizorišče kasneje poimenovali »Csontos«, kar pomeni koščen.

## Gradovi v lasti družine
- Grad Dolnja Lendava (Slovenija)
- Grad Beltinci (Slovenija)
- Grad Lenti (Madžarska)
- Dvorec Banfi, Štrigova (Hrvaška)
- Grad Erdut (Hrvaška)
- Grad Beckov (Slovaška)
- Grad Virovitica (Hrvaška)

## Znani člani rodbine Banffy
- blaženi Buzad iz rodu Hahot († umorjen aprila 1241) slavonski ban (1224-28), veliki župan županij Györ, Pozsony, Vasvar in Sopron (Buzadov sin Buzad ml. je začetnik družine Szabary)
- Csak iz rodu Hahot († po 1269) slavonski ban (1261-62 ter 1269), veliki župan županij Zala, Szolnok in Nytra (Csak iz rodu Hahot je bil prednik družine Csanyi de Csany)
- Nikolaj iz rodu Hahot († 1359) hrvaško-dalmatinski ban (1345-46 ter 1353-56), slavonski ban (1343-46 ter 1353-56) veliki župan županij Zala, in Seged (Nikolaj je začetnik družine dolnjelendavskih Banffyjev)
- Štefan Banffy dolnjelendavski († po 1385) slavonski ban (1381-85), veliki župan varaždinske županije
- Janez Banffy dolnjelendavski († pred 1396) slavonski ban (1381-85), mačvanski ban (1386-87), veliki župan varaždinske županije ∞ hčerka madžarskega palatina Nikolaja Szechyja gornjelendavskega in njegove soproge Margarete Debreceni
- Nikolaj Banffy dolnjelendavski († pred 1501) veliki župan županije Pozsony ∞ princesa Margareta Šaganska (von Sagan-Glogau), hčerka vojvode Jana II Šaganskega (von Sagan-Glogau) in njegove soproge princese Katarine von Troppau

## Družinsko drevo
- A1 Nikolaj iz rodu Hahot, hrvaško-dalmatinski ban (1345-1346)+(1353-1356), slavonski ban (1343-1346)+(1353-1356), veliki župan županije Zala (1324-1343)+(1349-1351), kraljevi konjusnik (1333-1343), kraljevi tocaj (1357-1359), veliki župan županije Seged (1357-1359), +1359; ∞ hčerka madžarskega palatina Dionizija Pécz-a
  - B1 Ladislav Bánffy de Alsólendva 1356-81
    - C1 Sigismund + pred 22.8.1410; ∞ Beatrix Salamonvári
      - D1 Doroteja ∞ Janez Forgách de Ghymes et Gács
      - D2 Sara, fl 1407-11; ∞ Ladislav Bánffy de Losoncz
      - D3 Katarina 1403-53; ∞ Janez Ost de Herbortya
      - D4 Elizabeta 1407
      - D5 Ana 1411

  - B2 Franc Bánffy de Alsólendva 1335-65
  - B3 Štefan Bánffy de Alsólendva, slavonski ban (1381-85), veliki župan Varaždinske županije (1366-72), + po 1385
    - C1 Ladislav 1377, + pred 19.6.1414
    - C2 Nikolaj 1377-89

  - B4 Nikolaj 1335-36
  - B5 hčerka 1371; ∞ Henrik Rohonci (Kőszegi)
  - B6 Nikolaj 1356-89
    - C1 Katarina 1396-97
    - C2 Doroteja 1396-1411; ∞ Štefan Liszkói
    - C3 Elizabeta 1397

  - B7 Janez Bánffy de Alsólendva slavonski ban (1381-1385), ban banovine Macsó (1386-1387), veliki župan Varaždinske županije (1366-1372) + pred 25.4.1396; ∞ hčerka madžarskega palatina Nikolaja Széchy de Felsőlendva in njegove soproge Margarete Debreceni
    - C1 Janez 1377-1405; ∞ Justina Hagymás
      - D1 Nikolaj 1411-20

    - C2 Štefan 1377, + pred 29.3.1416 ∞ Klara
      - D1 Margareta + pred 1405; ∞ moldavski knez Aleksander I. Moldavski
      - D2 Ladislav + pred 1430
      - D3 Štefan + padel v bitki na Kosovskem Polju  19.10.1448; 1) ∞ Ursula 2) ∞ Elizabeta Kompolti
        - E1 Jakob 1453-1500; ∞ Katarina Széchy de Felsőlendva (v nekaterih virih Katarina de Kanizsa)
        - E2 Nikolaj veliki župan županije Pozsony + pred 1501; ∞ princesa Margareta Sagan-Glogau
        - E3 Margareta 1) ∞ janez Both de Bajna namestnik hrvaskega bana 2) ∞ Janez Dombai de Domba

      - D4 Pavel Bánffy de Alsólendva et Bolondóc + pred 1477; 1) ∞ Margareta Stibor 2) ∞ Margareta Báthori de Ecsed
      - D5 Peter 1411-12
      - D6 Jurij 1416-19
      - D7 Ana 1416-42; ∞ Ladislav Pethő de Gerse
      - D8 Doroteja 1416-64; 1) ∞ Janez Blagai 2) ∞ Martin Frankopan